# Hacrobi
Hacrobis, Hacrobia, és un grup proposat de cromalveolats considerat monofilètic, (cryptomonads-haptophytes assemblage) de chromalveolata que no estan inclosos en el SAR supergroup. Hacrobia (deriva d'"ha-" referint-se a Haptophyta, "-cr-" fa referència a cryptomonads, i "-bia" a la vida; CCTH (standing for Cryptophyta, Centrohelida, Telonemia and Haptophyta); i "Eukaryomonadae".
A febrer de 2012 no estava clar si aquest grup era realment monofilètic o no. Two 2012 studies produced opposite results.

## Membres
En el passat els heterokonta, haptophyta i cryptomonada de vegades s'havien agrupat junts dins chromista.